# رالف بوت
رالف بوت (انگلیسی: Ralph Shove; ۳۱ مهٔ ۱۸۸۹ – ۲ فوریهٔ ۱۹۶۶) قاضی، و قایقران روئینگ اهل بریتانیا بود.